# Scaphiophis
Genre
Scaphiophis est un genre de serpents de la famille des Colubridae.

## Répartition
Les espèces de ce genre se rencontrent dans la bande Est-Ouest centrale de l'Afrique, jusqu'à 2 500 m d'altitude.

## Liste des espèces
Selon The Reptile Database (20 mars 2012) :
- Scaphiophis albopunctatus Peters, 1870
- Scaphiophis raffreyi Bocourt, 1875

## Publication originale
- Peters, 1870 : Eine Mittheilung über neue Amphibien (Hemidactylus, Urosaura, Tropidolepisma, Geophis, Uriechis, Scaphiophis, Hoplocephlaus, Rana, Entomogossus, Cystignathus, Hylodes, Arthroleptis, Phyllobates, Cophomantis) des Königlich zoologischen Museums. Monatsberichte der Königlich Preußischen Akademie der Wissenschaften zu Berlin, vol. 1870, p. 641-652 (texte intégral).